# Maulde (Belgique)
Pour les articles homonymes, voir Maulde (homonymie).
Maulde est une section de la ville belge de Tournai, située en Région wallonne dans la province de Hainaut.
C'était une commune à part entière avant la fusion des communes de 1977.

## Évolution démographique
- Sources : INS, Rem. : 1831 jusqu'en 1970 = recensements, 1976 = nombre d'habitants au 31 décembre.

## Histoire
Les villages de Barry et de Maulde se confondent souvent, ils sont seulement séparés par la chaussée de Bruxelles et la ligne ferroviaire 94 (Mouscron-Tournai-Bruxelles). Bien souvent la population tournaisienne les rattache, comme pour Gaurain-Ramecroix, en parlant de Barry-Maulde. Il s'agit pourtant de deux entités bien distinctes.
En 1109, Odon, évêque de Cambrai, donne l'autel de Maulde à l'abbaye de Saint Martin de Tournai. Cette donation sera confirmée par les papes Innocent III en 1131 et Lucius III en 1183. Maulde était alors une enclave de la Flandre dans la châtellenie d'Ath, une dépendance de Grandmetz (entre Leuze et Frasnes-lez-Buissenal) et un arrière-fief de la baronnie de Pamèle. Maulde était composé de nombreuses autres seigneuries, celle de Mansart, de Fermont et de Froidmanteau. Par l'édit de Fontainebleau, Louis XIV met les enclaves de Mansart et Maulde sous la juridiction du bailliage du Tournaisis. Mais en 1699, le village est cédé par le Traité de Lille au roi d'Espagne. Le village a été depuis toujours administré par la famille des de Maulde. Cette lignée remonte au XIe siècle, Guillaumette de Maulde est, l'héritière de la seigneurie, celle-ci passera par legs et mariages successivement aux Ricamez, d'Estavayez, Carondelet, Fariaux.
En 1750, Charles-Antoine Cossée de Maulde deviendra propriétaire du domaine et la famille donnera de nombreux bourgmestres à la commune, dont le Vicomte Alfred qui présidera à sa destinée durant 50 ans, au cours du XIXe siècle.

### La commune
« La seigneurie de Maulde, anciennement Maude, renferme les seigneuries d'Abaumont, de Beaumont, et quinze autres fiefs nobles ; elle est située dans le Hainaut à trois lieues d'Ath et à deux de Tournai ; a donné le nom à une très illustre famille, qui a possédé les seigneuries de Breucq, de Mauroy, de Cornoy, d'Anseroeul, de Semerpont, de la Buissières, des deux Carnois, des trois Marquais, de Phirel, de Fermont, de Mansart, des Rosiers, de Famillieureux, de Bourbecque, de Beaudignies, de Cocréaumont, Verbois, Nieulande, Oyeghem, Schopeghem, etc. ».
On connaît des « de Maulde » dès le XIe siècle. Maulde a déjà un seigneur qui porte son nom en 1007, Antoine de Maulde.
Trois générations plus tard, Wauthier III de Maulde, seigneur dudit lieu participe à la 4e croisade avec Baudouin IX de Flandre (VI de Hainaut)où ils s'emparent de Constantinople. Cette croisade lui sera fatale.
Son neveu Robert, seigneur de Maulde, prend part à la 5e croisade, son blason et son nom figurent dans la galerie des croisades à Versailles. Vers le milieu du XVe siècle, Maulde est érigée en baronnie au bénéfice de Hugues IV.
Hugues IV n'ayant pas eu d'enfant, c'est son frère Arnould de Maulde qui lui succède mais comme il n'eut qu'une fille, Guillemette, la baronnie de Maulde passe par son mariage dans la famille des Ricamez. Guillemette de Ricamez, fille de Guillemette de Maulde va vendre la baronnie à Antoine de Carondelet qui en devient le seigneur à la fin du XVIe siècle.
En 1516, Guillemette de Maulde, dame héritière de la seigneurie principale, épouse Jean de Ricamez. Leur fille la porte à son tour dans les possessions de son époux, François d'Estavayé. Claude-Charles, leur fils, vend la seigneurie à Paul Carondelet en 1584. Jacques Fariaux l'achète à Antoine de Carondelet en 1652 et obtient de Charles II, en 1679, qu'elle soit érigée en vicomté.
En 1750, Maulde est encore vendue : Charles-Antoine Cossée l'achète à Claude-Joseph Fariaux.
Les Cossée de Maulde restent propriétaires du domaine après la Révolution et donnent plusieurs bourgmestres à la commune, dont le vicomte Alfred qui l'administra près de cinquante ans (1834-1882).

## Liste des bourgmestres de 1830 à 1977
- Alfred Cossée de Maulde (-1889).
- Armand Cossée de Maulde (1880-1909).
- Louis Brichart (1912-1921).

## Économie
Vers 1830, Maulde produisait surtout du froment, du seigle, de l'escourgeon, de l'avoine, des plantes fourragères, des pommes de terre et, en moindre quantité, du lin et du colza. Les céréales occupaient, en 1866, près de la moitié de la surface du village (plus de 430 ha sur 878 environ) alors que les prés et prairies en prenaient moins du dixième (63 ha). Il se faisait à Maulde l'élevage du cheval et l'on comptait, cette année-là, 155 de ces animaux, chiffre qu'aucun recensement ne dépassera plus. Conformément à une évolution souvent remarquée, la superficie ensemencée de céréales va diminuant (un peu plus de 414 ha en 1895, près de 300 en 1959), tandis que les prairies s'étendent (de 107 ha en 1895 à 302 ha en 1950) pour connaître ensuite une légère décroissance (285 ha en 1959).
Vers 1830, le commerce de Maulde se limitait à l'exportation des produits du sol. L'industrie n'était représentée que par un moulin à vent, pour le blé, et deux brasseries. La population faisait de la bonneterie à domicile, comme il était de coutume dans la région de Leuze.
Maulde, aujourd'hui commune du Grand Tournai, compte environ 720 habitants répartis sur 878 hectares, le village est essentiellement tourné vers l'agriculture. Notons cependant la présence d'une laiterie-fromagerie. Il existait une gare, celle de Barry-Maulde, qui permettait aux navetteurs locaux de se rendre quotidiennement à leur lieu de travail à Bruxelles, Leuze ou Tournai. La gare facilitait également l'accès aux saisonniers de la sucrerie située au bord des voies, à une centaine de mètres de celle-ci. Toutefois, à la suite de la fermeture de l'entreprise en 1976 et à la rationalisation du rail, il ne subsiste à Maulde qu'un passage à niveau automatique.

## Personnalité
- Jacques de Fariaux, Général, grâce à ses faits d'armes, Charles II érigea la terre de Maulde en vicomté par lettres patentes de 1679. Décédé à Ath en 1695.
- Natif de Maulde, Jean Baptiste Hughes, médecin vétérinaire de l'armée belge, devint Grand écuyer de la maison du roi. Auteur du Traité d'hippologie, il écrivit également d'autres ouvrages sur la médecine vétérinaire. Il est décédé à Ixelles en 1888
- Armand Cossée de Maulde (1847-1909), vicomte, homme politique belge.